# Jeskyně Jün-kang
Jün-kang je jeskynní komplex, které se nachází v čínské provincii Šan-si, přesněji v prefektuře Ta-tchung. Jsou unikátní ukázkou skalní architektury a spolu s jeskyněmi Mo-kao a Lung-menskými jeskyněmi tvoří asi nejvýznamnější památky čínské jeskynní architektury. V mnoho desítkách jeskyní se nachází stovky maleb a soch, převážně inspirovaných buddhismem.
Roku 2001 se jeskyně staly součástí Seznam světového dědictví UNESCO.